# Marco Giordano
Marco Giordano (Rosario, Argentina,1 de septiembre de 2000) es un baloncestista argentino que se desempeña como base. Actualmente es jugador del Esperia Olimpia Cagliari de la Serie B Interregionale de Italia.

## Trayectoria
Surgió en el club Temperley de su ciudad natal con el que obtuvo el Campeonato Argentino de Clubes Sub-15 de 2015, siendo el MVP de la final con un triple-doble de 22 puntos, 11 rebotes y 10 asistencias. Esa actuación llamó la atención de Regatas Corrientes, que lo reclutó para que jugase en su equipo juvenil.
Aunque inicialmente se destacó jugando la Liga de Desarrollo, tuvo la posibilidad de debutar con el equipo profesional durante la temporada 2016-17. Para la temporada 2018-19 se había convertido en una pieza clave del equipo, promediando 20,3 minutos de juego por partido. Sin embargo en agosto de 2019 se sometió a dos cirugías de cadera que redujeron su participación en la siguiente temporada.
Luego de dos temporadas intentando recuperar su nivel, en 2022, durante el receso de la LNB, retornó a Temperley para jugar el torneo de la Asociación Rosarina de Básquetbol. Se reincorporó a Regatas Corrientes tras esa experiencia, pero sólo jugó 15 partidos de la temporada 2022-23, viéndose obligado a entrar en la inactividad a causa de una tendinopatía en el tendón rotuliano de su rodilla izquierda. Aunque figuró como parte del plantel de los correntinos en la siguiente temporada y media, Giordano no pudo jugar nuevamente con el equipo por encontrarse en rehabilitación.
Giordano volvió a la acción en septiembre de 2024, tras ser fichado por el Esperia Olimpia Cagliari de la Serie B Interregionale de Italia.

## Selección nacional
Con la selección argentina juvenil, obtuvo la medalla de plata en los Juegos Odesur y la medalla de bronce en el Campeonato FIBA Américas sub-18, donde fue una de las figuras promediando 18,5 puntos, 3 rebotes y 3,8 asistencias por partido. También disputó el Campeonato Mundial de Baloncesto Sub-19 de 2019, donde los argentinos terminaron undécimos.
Participó en los Juegos Olímpicos de la Juventud 2018, donde obtuvo la medalla de oro en básquetbol 3x3 con el seleccionado argentino siendo la figura y máximo anotador del equipo.